# Stephanie Leonidas

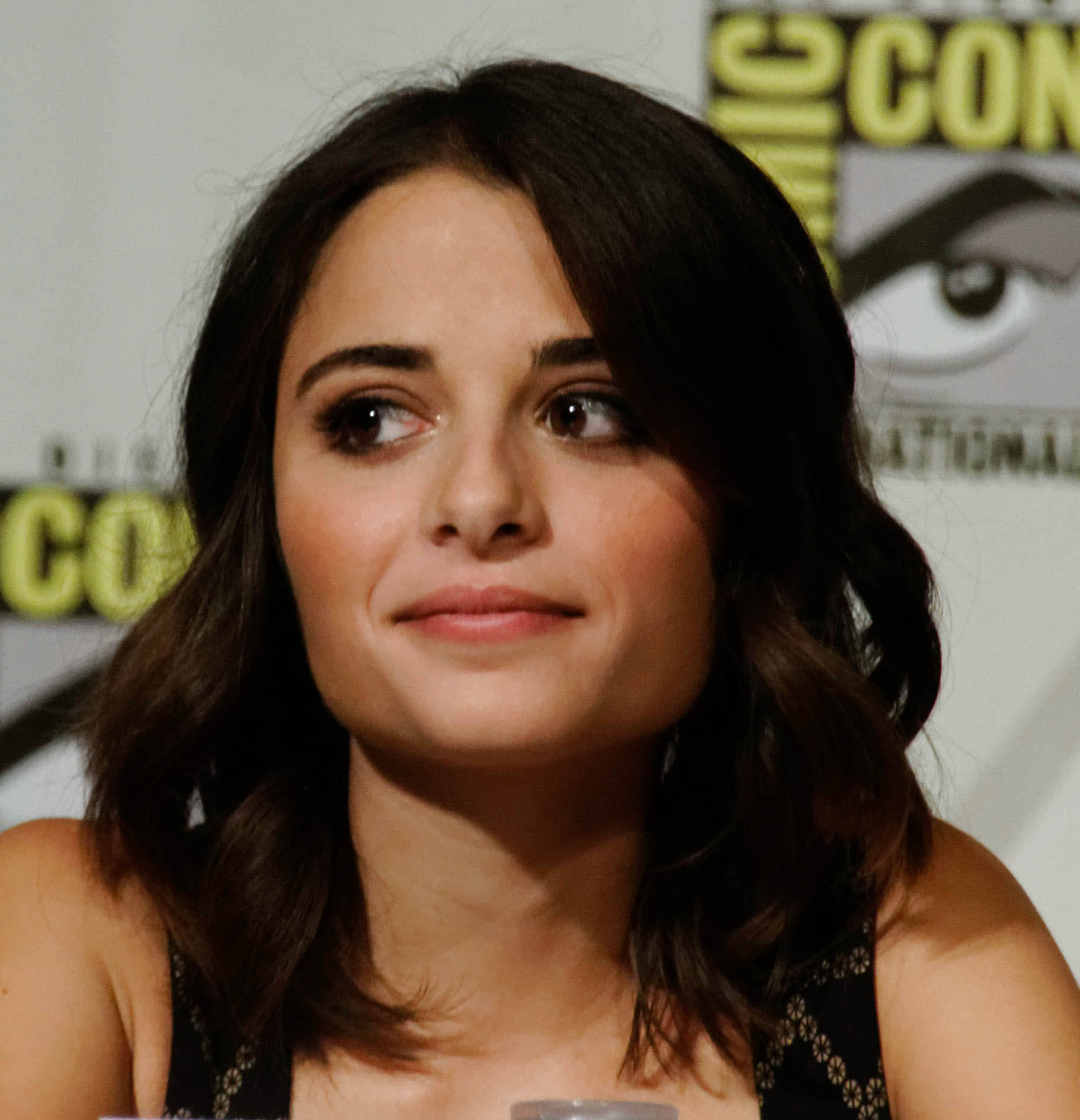
Stephanie Leonidas (2012)

Stephanie Leonidas (* 14. Februar 1984 in London) ist eine britische Schauspielerin.

## Leben und Karriere
Sie ist die Tochter eines zypern-griechischen Vaters und einer britischen Mutter und hat drei Geschwister. Ihr jüngerer Bruder Dimitri und ihre jüngere Schwester Georgina sind ebenfalls Schauspieler. Ihre ältere Schwester Helena arbeitet als Grundschullehrerin. Im Alter von acht Jahren begann sie im Laientheater zu spielen, wo sie in Musicals wie Annie und Oliver Twist auftrat. Bereits im Alter von neun Jahren hatte sie ihren ersten Schauspielagenten.
Im Jahr 1997 war sie erstmals in der Fernsehserie Chalk zu sehen. Es folgten Auftritte in weiteren Fernsehserien wie Down to Earth, Night & Day und Holby City. Ihre erste Hauptrolle in einem Spielfilm hatte sie im Jahr 2005 in dem Fantasyfilm MirrorMask von Dave McKean. In den folgenden Jahren spielte sie in diversen Fernsehserien wie Revelations – Die Offenbarung und Spielfilmen wie Kreuzzug in Jeans und Atlantis – Das Ende einer Welt. Von 2013 bis 2015 war sie in der Science-Fiction-Fernsehserie Defiance in der Rolle der Außerirdischen Irisa Nyira zu sehen.

## Filmografie (Auswahl)

### Fernsehserien
- 1997: Chalk (Folge 2x05 The Star Pupil)
- 2000: Down to Earth (Folge 1x04 O Best Beloved)
- 2001–2003: Night & Day (62 Folgen)
- 2001: Holby City (Folge 3x12 Runaway)
- 2003: The Bill (Staffel 19x50 Out in the Open)
- 2004: Rose and Maloney (Folge 1x02 Katie Phelan)
- 2004: Doc Martin (Folge 1x05 Of All the Harbours in All the Towns)
- 2005: Revelations – Die Offenbarung (Revelations, Folge 1x02 Hour Two)
- 2005: Empire (Miniserie, drei Folgen)
- 2006: Brief Encounters (Folge 1x09 One Night in White Satin)
- 2007: Agatha Christie’s Marple (Folge 1x02 Ordeal by Innocence)
- 2012: Whitechapel (zwei Folgen)
- 2013: Die Bibel (The Bible, Folge 1x03 Homeland)
- 2013: Agatha Christie’s Poirot (Folge 13x03 Dead Man's Folly)
- 2013–2015: Defiance (39 Folgen)
- 2015: Inspector Barnaby (Midsomer Murders, Folge 7x02 Mord mit Magie, „Murder By Magic“)
- 2016: American Gothic (zehn Folgen)
- 2016: Killjoys (zwei Folgen)
- 2017: Snatch (zehn Folgen)
- 2020: Kommissar Van der Valk (Van der Valk, Folge 1x01 Love in Amsterdam)
- 2020: Der junge Inspektor Morse (Endeavour; 3 Folgen)
- 2021: Feel Good (Fernsehserie, Folge 2x03)

### Filme
- 2002: Fogbound
- 2002: Daddy’s Girl (Fernsehfilm)
- 2003: Vor ihren Augen (Danielle Cable: Eyewitness, Fernsehfilm)
- 2004: Wall of Silence (Fernsehfilm)
- 2004: Yes
- 2005: MirrorMask
- 2005: Beneath the Skin (Fernsehfilm)
- 2005: Das Fest des Ziegenbocks (La Fiesta del chivo)
- 2006: Kreuzzug in Jeans (Kruistocht in spijkerbroek)
- 2006: Dracula (Fernsehfilm)
- 2011: Atlantis – Das Ende einer Welt (Atlantis: End of a World, Birth of a Legend, Fernsehfilm)
- 2011: How to Stop Being a Loser
- 2013: U Want Me 2 Kill Him? (uwantme2killhim?)
- 2014: Women of the Bible (Fernsehfilm)
- 2014: Luna
- 2018: Tomorrow
- 2023: A Very Venice Romance (Fernsehfilm)
- 2024: 5lbs of Pressure